# Merieme Chadid
Merieme Chadid (in arabo مريم شديد‎?; Casablanca, 11 ottobre 1969) è un'astronoma, esploratrice e astrofisica marocchina-francese, docente presso l'Università Côte d'Azur e l'Università Nice Sophia Antipolis, in Francia. Conduce spedizioni scientifiche nel cuore dell'Antartide con la missione di installare un Osservatorio dell'Universo.

## Biografia
Merieme Chadid è nata e cresciuta in una famiglia modesta a Casablanca,  in Marocco. Suo padre era un fabbro e sua madre rimase a casa per prendersi cura dei suoi sette figli. Chadid concepì il sogno di diventare un'astronoma all'età di dodici anni dopo aver letto il libro di Johannes Kepler regalatole da suo fratello. Nel 1992 si è laureata presso l'Università di Casablanca in Fisica e matematica. Quindi si è trasferita in Francia.
Nel 1993 si è laureata presso l'Università di Nizza Sophia Antipolis con un master in studi avanzati e tre anni dopo ha conseguito il dottorato di ricerca in Astronomia e spazio presso l'Università Paul Sabatier di Tolosa,  scoprendo e spiegando le onde d'urto ipersoniche nelle stelle pulsanti.
Merieme Chadid ha ottenuto l'abilitazione universitaria al diploma di ricerca diretta (HDR), la più alta qualifica universitaria, presso l'Università di Nizza-Sophia-Antipolis ed ha completato diversi programmi di formazione alla John F. Kennedy School of Government dell'Università di Harvard, negli Stati Uniti.

## Carriera
Dopo aver conseguito il dottorato di ricerca, è entrata a far parte prima del Centro nazionale per la ricerca scientifica (CNRS) a Montpellier, poi dell'Osservatorio europeo meridionale (ESO) in Cile. Quindi ha lavorato all'installazione del Very Large Telescope (VLT), all'epoca il più grande telescopio del mondo, nel deserto di Atacama, nel nord del Cile e, nel 2002, è entrata come astronoma nel sistema universitario pubblico francese. Dal 2021 è Vice Presidente dell'Unione Astronomica Internazionale.

### Spedizione in Antartide
Chadid è diventata la prima astronoma marocchina e la prima donna francese a raggiungere il cuore dell'Antartide, e la prima a piantare una bandiera araba e una africana (la bandiera marocchina) in Antartide nel 2005 quando ha effettuato la sua prima spedizione polare per istituire un nuovo osservatorio. Tra i suoi numerosi successi, il risultato più prezioso è stato il suo lavoro in condizioni estreme nel cuore dell'Antartide, uno dei luoghi più alti, più freddi, più deserti e inaccessibili del mondo. 
È considerata la prima astronoma al mondo ad essere impegnata nell'installazione del grande osservatorio astronomico in Antartide, dove ha svolto un lavoro pionieristico. Nelle interviste ha paragonato l'installazione dell'osservatorio a una missione spaziale, un'area caratterizzata solo da un sottile strato di turbolenza, che rende più facile l'osservazione di oggetti lontani rispetto agli osservatori in altre parti del mondo. Poiché la notte continua per diversi mesi all'anno, i ricercatori delle stazioni dell'Antartide hanno il vantaggio di poter studiare le stelle 24 ore su 24, 7 giorni su 7.

### Altre attività
Chadid promuove l'istruzione tenendo lezioni, partecipando a conferenze, supervisionando gli studenti e il suo documentario sull'astronomia, Tarik Annujah, è stato proiettato su Al Jazeera Children's Channel.  La sua ricerca più pubblicata mira a comprendere e decifrare la prima formazione stellare e l'evoluzione stellare e la pulsazione verso la comprensione dell'Universo.
È stata inserita dalla rivista Forbes come una delle trenta lavoratrici più interessanti e affascinanti del mondo.

## Vita privata
Merieme Chadid si è sposata nel marzo 2001 con Jean Vernin, direttore della ricerca del Centre national de la recherche scientifique, e ha due figli, France Leyla Vernin e Felix Tycho Vernin.

## Decorazioni
- Officier de l'ordre du Ouissam Alaouite, di sua Maestà il Re del Marocco Mohammed VI (2013)[10]

## Premi
- 2007 - nominata dal Khmissa — cerimonia promossa da Lesieur Cristal[4]  — nella categoria Scienza, ricerca e sviluppo;[15] la Khmissa premia le donne marocchine che si sono particolarmente distinte.[16][17]
- 2008 - Premio Young Global Leaders al World Economic Forum.[10]
- 2014 - Young Leader della Fondazione Francia-Cina.
- 2015 - onorata da "The My Hero Project".[11]
- 2015 - Premio donna araba dell'anno nella scienza.
- 2021 - Premio Donna d'Europa per il futuro, in scienza, ricerca e innovazione, assegnato dalla Commissione europea.
- Membro dell'Accademia del “Global Teacher Prize”, della Varkey Foundation,[14]  che ogni anno premia gli insegnanti che si sono distinti per aver dato un contributo particolare alla loro professione, agli studenti e anche alla comunità nel suo insieme.[18]